# دیوید پتراچی
دیوید پتراچی (انگلیسی: Davide Petrachi؛ زادهٔ ۱۴ اوت ۱۹۸۶) بازیکن فوتبال اهل ایتالیا است.
از باشگاه‌هایی که در آن بازی کرده‌است می‌توان به باشگاه فوتبال ویرتوس لانچانو و باشگاه فوتبال لچه اشاره کرد.